# Hrabičov
Hrabičov (em húngaro: Gyertyánfa) é um município da Eslováquia, situado no distrito de Žarnovica, na região de Banská Bystrica. Tem 13,2 km² de área e sua população em 2018 foi estimada em 582 habitantes.

## Demografia
| Ano:        | 1994 | 2004   | 2014   | 2024   |
| ----------- | ---- | ------ | ------ | ------ |
| Broj ljudi: | 617  | 619    | 589    | 548    |
| Razlika:    |      | +0,32% | -4,84% | -6,96% |

| Ano:               | 2023 | 2024   |
| ------------------ | ---- | ------ |
| Número de pessoas: | 553  | 548    |
| Diferença:         |      | -0,90% |